# Univerzita Paříž IX
Univerzita Paříž IX, francouzsky plným názvem Université Paris-Dauphine, je francouzská vysoká škola. Hlavní sídlo školy se nachází v Paříži v 16. obvodu v bývalém sídle NATO. Škola se specializuje na ekonomii a hospodářství. Je pojmenována podle městské brány Porte Dauphin. Na škole studuje přes 9000 studentů.

## Historie
V roce 1968 vzniklo v bývalém sídle NATO Univerzitní centrum Dauphine (Centre universitaire Dauphine) se statutem fakulty. Tato instituce byla 1. ledna 1971 přeměněna na Univerzitu Paříž IX. Budova sloužila Severoatlantické alianci v letech 1959-1966 a po jejím přesídlení do Bruselu zůstala prázdná. V letech 1968-1969 zde vzniklo několik vysokoškolských institucí, z nichž nejvýznamnější byla pozdější Univerzita Paříž IX.
V říjnu 1994 otevřel tehdejší starosta Paříže Jacques Chirac nové křídlo, kde se soustřeďuje výzkumná činnost a tím byla stavba uzavřena, takže její půdorys připomíná písmeno A. Rozloha se sice zvýšila na 60 000 m2, přesto však kapacita byla nedostačující. Zamýšlený plán na nákup pozemků ve čtvrti La Défense nebyl realizován kvůli vysokým cenám pozemků. Nakonec získala univerzita v roce 2009 některé prostory v univerzitním kampusu Léonard de Vinci v La Défense.
Od roku 2008 funguje Univerzita Paříž Dauphine rovněž v Tunisku prostřednictvím institutu Tunis-Dauphine. Ústav respektuje jak tuniské akademické standardy tak pedagogiku mateřské univerzity, takže absolventi získají diplom platný v Tunisku i ve Francii.